# Федеральный институт оценки рисков
Федеральный институт оценки рисков (нем. Bundesinstitut für Risikobewertung, BfR) – это правоспособное учреждение публично-правового характера, находящееся в непосредственном подчинении Федерального правительства Германии. Институт относится к ведомству Федерального министерства продовольствия и сельского хозяйства Германии (BMEL) и выполняет задачу научного консультирования федерального правительства по вопросам безопасности пищевой и непищевой продукции, контаминантов в пищевой цепи, защиты животных и охраны здоровья потребителей. Профессиональный надзор также осуществляет Федеральное министерство окружающей среды, охраны природы и безопасности ядерных реакторов Германии (безопасность химических веществ, вещества, загрязняющие окружающую среду, в продуктах питания и кормах) и Федеральное министерство транспорта (перевозка опасных грузов, Международная конвенция о контроле судовых балластных вод и осадков и управлении ими, Центральное управление по чрезвычайным ситуациям на море).

## Сферы деятельности
Работа Федерального института оценки рисков основывается на многочисленных нормативных актах Германии, в частности, на Законе о создании Федерального института оценки рисков ("BfR-Gesetz"), Кодексе Законов о продовольственных товарах и кормах (LFGB) (Lebensmittel- und Futtermittelgesetzbuch), Законе о защите от инфекционных болезней (IfSG) (Infektionsschutzgesetz), Законе о защите растений (Pflanzenschutzgesetz), Законе о химикатах (Chemikaliengesetz), Законе о стиральных и моющих средствах (Wasch- und Reinigungsmittelgesetz), Законе о генной инженерии (Gentechnikgesetz).
В рамках реструктуризации охраны здоровья потребителей и безопасности пищевой продукции, проведенной после кризиса, вызванного вспышкой КГЭ (BSE), институт был сформирован, наряду с Федеральным ведомством защиты прав потребителей и безопасности пищевой продукции (BVL) (Bundesamt für Verbraucherschutz und Lebensmittelsicherheit), в 2002 году из Федерального института охраны здоровья потребителей и ветеринарной медицины (Bundesinstitut für gesundheitlichen Verbraucherschutz und Veterinärmedizin), а также некоторых подразделений Федерального биологического ведомства. Коллектив Федерального института оценки рисков насчитывает более 750 сотрудников, институт располагает бюджетом (Budget) в размере около 80 миллионов евро.
Три основных области задач института: безопасность пищевой продукции (Lebensmittelsicherheit), безопасность непищевых продуктов и безопасность химикатов, включают в себя широкий спектр тем.

## Сотрудничество[2]
- Россия: Федеральная служба по надзору в сфере защиты прав потребителей и благополучия человека (Роспотребнадзор) и Научно-исследовательский институт питания  и Российской академии медицинских наук (договор подписан в 2009 году)
- Болгария: Болгарское агентство по безопасности продуктов питания (БАБХ)(договор подписан в 2014 году)
- Дания: Национальный институт продовольствия Дании при Техническом университете Дании (ДТУ) (договор подписан в 2010 году, подписание нового договора в 2013, вместе с ANSES, Франция)
- Франция: Французское национальное агентство санитарной безопасности питания, окружающей среды и труда (договор подписан в 2010 году, подписание нового договора в 2013, вместе с ДТУ, Дания)
- Китай: Китайская академия по инспекции и карантину (договор подписан в 2009 году), Национальный центр продовольственной оценки рисков и стандартизации КНР(договор подписан в 2012 году), Китайская академия сельскохозяйственных наук (договор подписан в 2012 году)
- Китайский центр здоровья животных и эпидемиологии (договор подписан в 2013 году)
- Хорватия: Хорватское агентство по вопросам продуктов питания (договор подписан в 2009 году)
- Австрия: Австрийское агентство по вопросам здоровья и безопасности пищевых продуктов (договор подписан в 2006 году)
- Уругвай: Департамент по планированию и координированию безопасности продуктов питания Министерства сельского хозяйства и рыбных промыслов Уругвая (договор подписан в 2014 году)

С 2005 года институт активно сотрудничает с немецким институтом сравнительных испытаний Штифтунг Варентест Берлине ради прогресса в сфере защиты здоровья потребителей.